# Мендур-Соккон
Мендур-Соккон (алт. Мондур-Соккон) — село в Усть-Канском районе Республики Алтай России. Административный центр и единственный населённый пункт Мендур-Сокконского сельского поселения.

## История
В соответствии с приказом ФСБ РФ от 16 июня 2006 г. № 282 «О пределах пограничной зоны на территории Республики Алтай» на всей территории Мендур-Сокконское сельского поселения а установлена пограничная зона .

## География
Расположено в приграничной территории западной части Республики Алтай в горно-степной зоне и находится у рек Мендурсоккон и Чарыш.
Уличная сеть состоит из девяти географических объектов: ул. Зелёная, ул. Имени Аладякова Б., ул. Имени Казакова Т. Т., ул. Имени Кестелевой Б. И., ул. Имени Кокшунова Ш., ул. Имени Кокышева Л. В., ул. имени Шодоева И. В., ул. Кокшунова, ул. Чарышская.

## Население
| 2010 | 2011 | 2012 | 2013 | 2014 | 2015 |
| ---- | ---- | ---- | ---- | ---- | ---- |
| 719  | ↘718 | ↘708 | ↘702 | ↘700 | ↘699 |
| 2016 | 2017 | 2018 | 2019 | 2020 | 2021 |
| ↘686 | ↗706 | ↗710 | ↘689 | ↘681 | ↗691 |

Национальный состав
Согласно результатам переписи 2002 года, в национальной структуре населения алтайцы составляли 98 % от общей численности населения в 811 жителей

## Известные уроженцы, жители
Байчила Иркитовна Кестелова (1917 год, село Мендур-Соккон — 26 июня 1967 года) — чабан колхоза «Ленинский наказ» Усть-Канского района Горно-Алтайской автономной области. Герой Социалистического Труда (1960).

## Инфраструктура
Личное подсобное хозяйство. Животноводство.
Достопримечательности
наскальные рисунки на камнях в селе Мендур-Соккон

## Транспорт
Находится на автодороге регионального значения «Подъезд к с. Мендур-Соккон» (идентификационный номер 84К-66) протяженностью 7,409 км. (Постановление Правительства Республики Алтай от 12.04.2018 N 107 «Об утверждении Перечня автомобильных дорог общего пользования регионального значения Республики Алтай и признании утратившими силу некоторых постановлений Правительства Республики Алтай»).
Просёлочные дороги.